# Marele premiu pentru roman al Academiei Franceze
Marele premiu pentru roman (în franceză Grand Prix du roman de l'Académie française) este un premiu literar francez, creat în 1914 și decernat în fiecare an de către Academia Franceză în luna octombrie, cu scopul de a-l recompensa pe „autorul acelui roman pe care Academia Franceză l-a considerat cel mai bun al anului”. El deschide în mod tradițional sezonul premiilor literare franceze.

## Istoric
Creat în 1914, marele premiul pentru roman este acordat de un juriu compus din doisprezece membri ai Academiei Franceze. În primii trei ani, acest premiu a recompensat de două ori întreaga operă literară înainte de a fi atribuit mai târziu pentru o operă literară originală publicată în anul curent.
Acest premiu este considerat, alături de Marele premiu pentru literatură, ca fiind unul dintre cele mai prestigioase premii decernate de Academia Franceză. De asemenea, valoarea sa actuală este de 7.500 de euro.

## Lista câștigătorilor Marelui premiu pentru roman
| An   | Imagine | Autor                          | Operă                                       | Editură (nr. premiului)  | Observații                                                                  |
| ---- | ------- | ------------------------------ | ------------------------------------------- | ------------------------ | --------------------------------------------------------------------------- |
| 1915 |         | Paul Acker                     | pentru întreaga operă                       |                          |                                                                             |
| 1916 |         | Louis de Blois, dit Avesnes    | L'Île heureuse                              | Plon                     |                                                                             |
| 1917 |         | Charles Géniaux                | pentru întreaga operă                       |                          |                                                                             |
| 1918 |         | Camille Mayran                 | Histoire de Gotton Connixloo                | Plon (2)                 |                                                                             |
| 1919 |         | Pierre Benoit                  | L'Atlantide                                 | Albin Michel             |                                                                             |
| 1920 |         | André Corthis                  | Pour moi seule                              | Albin Michel (2)         |                                                                             |
| 1921 |         | Pierre Villetard               | Monsieur Bille dans la tourmente            | Fasquelle                |                                                                             |
| 1922 |         | Francis Carco                  | L'Homme traqué                              | Albin Michel (3)         |                                                                             |
| 1923 |         | Alphonse de Châteaubriant      | La Brière                                   | Grasset                  |                                                                             |
| 1924 |         | Émile Henriot                  | Aricie Brun ou les Vertus bourgeoises       | Plon (3)                 |                                                                             |
| 1925 |         | François Duhourcau             | L'Enfant de la victoire                     | La Vraie France          |                                                                             |
| 1926 |         | François Mauriac               | Le Désert de l'amour                        | Grasset (2)              |                                                                             |
| 1927 |         | Joseph Kessel                  | Les Captifs                                 | Gallimard                |                                                                             |
| 1928 |         | Jean Balde                     | Reine d'Arbieux                             | Plon (4)                 |                                                                             |
| 1929 |         | André Demaison                 | Le Livre des bêtes qu'on appelle sauvages   | Grasset (3)              |                                                                             |
| 1930 |         | Jacques de Lacretelle          | Amour nuptial                               | Gallimard (2)            |                                                                             |
| 1931 |         | Henri Pourrat                  | Gaspard des montagnes                       | Albin Michel (4)         |                                                                             |
| 1932 |         | Jacques Chardonne              | Claire                                      | Grasset (4)              |                                                                             |
| 1933 |         | Roger Chauviré                 | Mademoiselle de Bois-Dauphin                | Flammarion               |                                                                             |
| 1934 |         | Paule Régnier                  | L'Abbaye d'Évolayne                         | Plon (5)                 |                                                                             |
| 1935 |         | Albert Touchard                | La Guêpe                                    | Éditions de France       |                                                                             |
| 1936 |         | Georges Bernanos               | Journal d'un curé de campagne               | Plon (6)                 |                                                                             |
| 1937 |         | Guy de Pourtalès               | La Pêche miraculeuse                        | Gallimard (3)            |                                                                             |
| 1938 |         | Jean de La Varende             | Le Centaure de Dieu                         | Grasset (5)              |                                                                             |
| 1939 |         | Antoine de Saint-Exupéry       | Terre des hommes                            | Gallimard (4)            |                                                                             |
| 1940 |         | Édouard Peisson                | Le Voyage d'Edgar                           | Grasset (6)              |                                                                             |
| 1941 |         | Robert Bourget-Pailleron       | La Folie Hubert                             | Gallimard (5)            |                                                                             |
| 1942 |         | Jean Blanzat                   | L'Orage du matin                            | Grasset (7)              |                                                                             |
| 1943 |         | Joseph-Henri Louwyck           | Danse pour ton ombre !                      | Plon (7)                 |                                                                             |
| 1944 |         | Pierre Lagarde                 | Valmaurie                                   | Baudinière               |                                                                             |
| 1945 |         | Marc Blancpain                 | Le Solitaire                                | Flammarion (2)           |                                                                             |
| 1946 |         | Jean Orieux                    | Fontagre                                    | Éd. de la Revue Fontaine |                                                                             |
| 1947 |         | Philippe Hériat                | Famille Boussardel                          | Gallimard (6)            |                                                                             |
| 1948 |         | Yves Gandon                    | Ginèvre                                     | Henri Lefebvre           |                                                                             |
| 1949 |         | Yvonne Pagniez                 | Évasion 44                                  | Flammarion (3)           |                                                                             |
| 1950 |         | Joseph Jolinon                 | Les Provinciaux                             | Milieu du Monde          |                                                                             |
| 1951 |         | Bernard Barbey                 | Chevaux abandonnés sur le champ de bataille | Julliard                 |                                                                             |
| 1952 |         | Henri Castillou                | Le Feu de l'Etna                            | Albin Michel (5)         |                                                                             |
| 1953 |         | Jean Hougron                   | Mort en fraude                              | Donnat                   |                                                                             |
| 1954 |         | (ex-æquo) Pierre Moinot        | La Chasse royale                            | Gallimard (7)            |                                                                             |
| 1954 |         | (ex-æquo) Paul Mousset         | Neige sur un amour nippon                   | Grasset (8)              |                                                                             |
| 1955 |         | Michel de Saint Pierre         | Les Aristocrates                            | La Table ronde           |                                                                             |
| 1956 |         | Paul Guth                      | Le Naïf Locataire                           | Albin Michel (6)         |                                                                             |
| 1957 |         | Jacques de Bourbon Busset      | Le Silence et la Joie                       | Gallimard (8)            |                                                                             |
| 1958 |         | Henri Queffélec                | Un royaume sous la mer                      | Presses de la Cité       |                                                                             |
| 1959 |         | Gabriel d'Aubarède             | La Foi de notre enfance                     | Flammarion (4)           |                                                                             |
| 1960 |         | Christian Murciaux             | Notre-Dame des désemparés                   | Plon (8)                 |                                                                             |
| 1961 |         | Pham Van Ky                    | Perdre la demeure                           | Gallimard (9)            | Primul laureat vietnamez                                                    |
| 1962 |         | Michel Mohrt                   | La Prison maritime                          | Gallimard (10)           |                                                                             |
| 1963 |         | Robert Margerit                | La Révolution                               | Gallimard (11)           |                                                                             |
| 1964 |         | Michel Droit                   | Le Retour                                   | Julliard (2)             |                                                                             |
| 1965 |         | Jean Husson                    | Le Cheval d'Herbeleau                       | Seuil                    |                                                                             |
| 1966 |         | François Nourissier            | Une histoire française                      | Grasset (9)              |                                                                             |
| 1967 |         | Michel Tournier                | Vendredi ou les Limbes du Pacifique         | Gallimard (12)           |                                                                             |
| 1968 |         | Albert Cohen                   | Belle du Seigneur                           | Gallimard (13)           |                                                                             |
| 1969 |         | Pierre Moustiers               | La Paroi                                    | Gallimard (14)           |                                                                             |
| 1970 |         | Bertrand Poirot-Delpech        | La Folle de Lituanie                        | Gallimard (15)           |                                                                             |
| 1971 |         | Jean d'Ormesson                | La Gloire de l'Empire                       | Gallimard (16)           |                                                                             |
| 1972 |         | Patrick Modiano                | Les Boulevards de ceinture                  | Gallimard (17)           |                                                                             |
| 1973 |         | Michel Déon                    | Un taxi mauve                               | Gallimard (18)           |                                                                             |
| 1974 |         | Kléber Haedens                 | Adios                                       | Grasset (10)             |                                                                             |
| 1975 |         | Premiu nedecernat              |                                             |                          |                                                                             |
| 1976 |         | Pierre Schoendoerffer          | Le Crabe-tambour                            | Grasset (11)             |                                                                             |
| 1977 |         | Camille Bourniquel             | Tempo                                       | Julliard (3)             |                                                                             |
| 1978 |         | Pascal Jardin                  | Le Nain jaune                               | Julliard (4)             |                                                                             |
| 1979 |         | Henri Coulonges                | L'Adieu à la femme sauvage                  | Stock                    |                                                                             |
| 1980 |         | Louis Gardel                   | Fort Saganne                                | Seuil (2)                |                                                                             |
| 1981 |         | Jean Raspail                   | Moi, Antoine de Tounens, roi de Patagonie   | Albin Michel (7)         |                                                                             |
| 1982 |         | Vladimir Volkoff               | Le Montage                                  | Julliard (5)             |                                                                             |
| 1983 |         | Liliane Guignabodet            | Natalia                                     | Albin Michel (8)         |                                                                             |
| 1984 |         | Jacques-Francis Rolland        | Un dimanche inoubliable près des casernes   | Grasset (12)             |                                                                             |
| 1985 |         | Patrick Besson                 | Dara                                        | Seuil (3)                |                                                                             |
| 1986 |         | Pierre-Jean Rémy               | Une ville immortelle                        | Albin Michel (9)         |                                                                             |
| 1987 |         | Frédérique Hébrard             | Le Harem                                    | Flammarion (5)           |                                                                             |
| 1988 |         | François-Olivier Rousseau      | La Gare de Wannsee                          | Grasset (13)             |                                                                             |
| 1989 |         | Geneviève Dormann              | Le Bal du dodo                              | Albin Michel (10)        |                                                                             |
| 1990 |         | Paule Constant                 | White Spirit                                | Gallimard (19)           |                                                                             |
| 1991 |         | François Sureau                | L'Infortune                                 | Gallimard (20)           |                                                                             |
| 1992 |         | Franz-Olivier Giesbert         | L'Affreux                                   | Grasset (14)             |                                                                             |
| 1993 |         | Philippe Beaussant             | Héloïse                                     | Gallimard (21)           |                                                                             |
| 1994 |         | Frédéric Vitoux                | La Comédie de Terracina                     | Seuil (4)                |                                                                             |
| 1995 |         | Alphonse Boudard               | Mourir d'enfance                            | Robert Laffont           |                                                                             |
| 1996 |         | Calixthe Beyala                | Les Honneurs perdus                         | Albin Michel (11)        |                                                                             |
| 1997 |         | Patrick Rambaud                | La Bataille                                 | Grasset (15)             | Laureat în același an cu premiul Goncourt                                   |
| 1998 |         | Anne Wiazemsky                 | Une poignée de gens                         | Gallimard (22)           |                                                                             |
| 1999 |         | (ex-æquo) François Taillandier | Anielka                                     | Stock (2)                |                                                                             |
| 1999 |         | (ex-æquo) Amélie Nothomb       | Stupeur et tremblements                     | Albin Michel (12)        | Autoare belgiană                                                            |
| 2000 |         | Pascal Quignard                | Terrasse à Rome                             | Gallimard (23)           |                                                                             |
| 2001 |         | Éric Neuhoff                   | Un bien fou                                 | Albin Michel (13)        |                                                                             |
| 2002 |         | Marie Ferranti                 | La Princesse de Mantoue                     | Gallimard (24)           |                                                                             |
| 2003 |         | Jean-Noël Pancrazi             | Tout est passé si vite                      | Gallimard (25)           |                                                                             |
| 2004 |         | Bernard du Boucheron           | Court Serpent                               | Gallimard (26)           |                                                                             |
| 2005 |         | Henriette Jelinek              | Le Destin de Iouri Voronine                 | Fallois                  |                                                                             |
| 2006 |         | Jonathan Littell               | Les Bienveillantes                          | Gallimard (27)           | Laureat în același an cu premiul Goncourt                                   |
| 2007 |         | Vassilis Alexakis              | Ap. J.-C.                                   | Stock (3)                |                                                                             |
| 2008 |         | Marc Bressant                  | La Dernière Conférence                      | Fallois (2)              |                                                                             |
| 2009 |         | Pierre Michon                  | Les Onze                                    | Verdier                  |                                                                             |
| 2010 |         | Éric Faye                      | Nagasaki                                    | Stock (4)                |                                                                             |
| 2011 |         | Sorj Chalandon                 | Retour à Killybegs                          | Grasset (16)             |                                                                             |
| 2012 |         | Joël Dicker                    | La Vérité sur l'affaire Harry Quebert       | Fallois (3)              | Primul laureat elvețian, laureat în același an cu prix Goncourt des lycéens |
| 2013 |         | Christophe Ono-dit-Biot        | Plonger                                     | Gallimard (28)           | Laureat în același an cu prix Renaudot des lycéens                          |
| 2014 |         | Adrien Bosc                    | Constellation                               | Stock (5)                |                                                                             |
| 2015 |         | (ex-æquo) Hédi Kaddour         | Les Prépondérants                           | Gallimard (29)           |                                                                             |
| 2015 |         | (ex-æquo) Boualem Sansal       | 2084 : la fin du monde                      | Gallimard (30)           | Autor algerian                                                              |
| 2016 |         | Adélaïde de Clermont-Tonnerre  | Le Dernier des nôtres                       | Grasset (17)             |                                                                             |
| 2017 |         | Daniel Rondeau                 | Mécaniques du chaos                         | Grasset (18)             |                                                                             |

## Notă de subsol
1. 1 2  După descrierea de pe site-ul oficial al Académie française.